# 第17回全国高等学校バスケットボール選抜優勝大会
第17回全国高等学校バスケットボール選抜優勝大会（だい17かい ぜんこくこうとうがっこう―せんばつゆうしょうたいかい）は、1987年3月26日から30日まで代々木第二体育館、学習院大学体育館、芝高校体育館、世田谷学園高校体育館で開催された全国高等学校バスケットボール選抜優勝大会である。男子は能代工業が2年ぶり9回目、女子は昭和学院が2年連続5回目の優勝を達成。

## 出場校
| ブロック | 都道府県 | 男子                 | 男子           | 都道府県 | 女子                 | 女子           |
| ブロック | 都道府県 | 出場校               | 出場回数       | 都道府県 | 出場校               | 出場回数       |
| -------- | -------- | -------------------- | -------------- | -------- | -------------------- | -------------- |
| 北海道1  | 北海道   | 東海大学第四         | 3年連続12回目  | 北海道   | 札幌静修             | 3年連続9回目   |
| 北海道2  | 北海道   | 芦別                 | 初出場         | 北海道   | 旭川商業             | 14年ぶり2回目  |
| 東北1    | 秋田県   | 能代工業             | 17年連続17回目 | 秋田県   | 大曲                 | 2年ぶり12回目  |
| 東北2    | 山形県   | 日本大学山形         | 4年ぶり9回目   | 秋田県   | 湯沢北               | 3年ぶり3回目   |
| 関東1    | 千葉県   | 市立船橋             | 2年ぶり2回目   | 千葉県   | 昭和学院             | 9年連続13回目  |
| 関東2    | 茨城県   | 土浦日本大学         | 13年連続15回目 | 栃木県   | 小山城南             | 2年ぶり2回目   |
| 関東3    | 群馬県   | 高崎商業             | 3年連続3回目   | 茨城県   | 日立女子             | 2年連続8回目   |
| 関東3    | 神奈川県 | 相模工業大学附属     | 2年連続14回目  | 神奈川県 | 神奈川県立商工       | 13年ぶり2回目  |
| 東京都1  | 東京都   | 京北                 | 17年連続17回目 | 東京都   | 明星学園             | 2年連続7回目   |
| 東京都2  | 東京都   | 世田谷学園           | 初出場         | 東京都   | 東京成徳短期大学附属 | 16年連続16回目 |
| 北陸     | 福井県   | 北陸                 | 8年連続9回目   | 石川県   | 中島                 | 3年連続4回目   |
| 信越     | 新潟県   | 新潟工業             | 2年ぶり3回目   | 長野県   | 豊科                 | 2年連続2回目   |
| 東海1    | 愛知県   | 東海工業             | 6年ぶり2回目   | 愛知県   | 名古屋短期大学付属   | 4年連続4回目   |
| 東海2    | 静岡県   | 興誠                 | 2年連続6回目   | 静岡県   | 浜松市立             | 3年ぶり7回目   |
| 東海3    | 静岡県   | 浜松商業             | 11年ぶり4回目  | 愛知県   | 名古屋女子大学       | 初出場         |
| 近畿1    | 京都府   | 洛南                 | 2年連続12回目  | 大阪府   | 薫英                 | 5年連続9回目   |
| 近畿2    | 兵庫県   | 育英                 | 7年ぶり3回目   | 兵庫県   | 甲子園学院           | 5年連続7回目   |
| 近畿3    | 大阪府   | 大阪商業             | 2年連続3回目   | 京都府   | 明徳商業             | 3年連続3回目   |
| 中国1    | 広島県   | 広島商業             | 5年ぶり5回目   | 山口県   | 長府                 | 2年連続5回目   |
| 中国2    | 山口県   | 下関中央工業         | 3年ぶり2回目   | 岡山県   | 就実                 | 4年ぶり6回目   |
| 四国     | 徳島県   | 城東                 | 3年ぶり2回目   | 愛媛県   | 新居浜市立商業       | 10年ぶり2回目  |
| 九州1    | 沖縄県   | 興南                 | 2年連続5回目   | 宮崎県   | 小林                 | 2年連続6回目   |
| 九州2    | 福岡県   | 九州産業大学付属九州 | 初出場         | 鹿児島県 | 鹿児島女子           | 5年ぶり10回目  |
| 九州3    | 沖縄県   | 中部工業             | 2年ぶり2回目   | 佐賀県   | 佐賀清和             | 初出場         |

## 試合結果

### 男子
1回戦
- 相模工業大学附属 94 - 82 浜松商業
- 新潟工業 57 - 54 大阪商業
- 高崎商業 74 - 45 城東
- 九州産業大学付属九州 101 - 57 下関中央工業

- 興誠 75 - 56 日本大学山形
- 中部工業 69 - 48 広島商業
- 土浦日本大学 63 - 53 育英
- 芦別 70 - 63 世田谷学園

2回戦
- 興南 83 - 49 芦別
- 北陸 82 - 65 土浦日本大学
- 市立船橋 62 - 57 中部工業
- 洛南 86 - 83 興誠（OT）

- 九州産業大学付属九州 75 - 74 京北
- 東海工業 73 - 57 高崎商業
- 東海大学第四 75 - 65 新潟工業
- 能代工業 111 - 87 相模工業大学附属

準々決勝
- 北陸 66 - 65 興南
- 市立船橋 94 - 61 洛南
- 九州産業大学付属九州 94 - 74 東海工業
- 能代工業 110 - 90 東海大四

準決勝
- 北陸 63 - 62 市立船橋
- 能代工業 87 - 79 九州産業大学付属九州

3位決定戦
- 市立船橋 90 - 79 九州産業大学付属九州

決勝
- 能代工業 76 - 71 北陸

### 女子
1回戦
- 明徳商業 93 - 71 就実
- 札幌静修 89 - 50 中島
- 東京成徳短期大学附属 61 - 56 佐賀清和
- 甲子園学院 59 - 53 小山城南

- 湯沢北 97 - 75 神奈川県立商工
- 浜松市立 82 - 51 旭川商業
- 名古屋女子大学 71 - 58 日立女子
- 鹿児島女子 71 - 42 豊科

2回戦
- 昭和学院 134 - 73 明徳商業
- 新居浜市立商業 61 - 50 札幌静修
- 東京成徳短期大学附属 70 - 46 大曲
- 名古屋短期大学付属 71 - 43 甲子園学院

- 薫英 57 - 52 湯沢北
- 小林 102 - 46 浜松市立
- 長府 55 - 46 名古屋女子大学
- 明星学園 68 - 50 鹿児島女子

準々決勝
- 昭和学院 97 - 49 新居浜市立商業
- 名古屋短期大学付属 84 - 47 東京成徳短期大学附属
- 薫英 57 - 51 小林
- 明星学園 79 - 53 長府

準決勝
- 昭和学院 85 - 65 名古屋短期大学付属
- 薫英 53 - 50 明星学園

3位決定戦
- 名古屋短期大学付属 56 - 51 明星学園

決勝
- 昭和学院 88 - 58 薫英

## 大会ベスト5
男子
- 小林敦 (能代工業№5・2年)
- 三浦祐司 (能代工業№6・1年)
- 脇将典 (北陸№・1年)
- 高橋健治 (市立船橋№・年)
- 満田勉 (九州産業大学付属九州№・年)

女子
- 村松麻理子 (昭和学院№・2年)※16回大会に続き2年連続2回目
- 松戸玲子 (昭和学院№・年)
- 藤川直美 (昭和学院№・年)
- 山岡美保 (薫英№・年)
- 石黒栄子 (名古屋短期大学付属№4・2年)